# قرار مجلس الأمن التابع للأمم المتحدة رقم 623
قرار مجلس الأمن التابع للأمم المتحدة رقم 623، المعتمد في 23 نوفمبر / تشرين الثاني 1988، أشار بقلق بالغ إلى حكم الإعدام الصادر بحق الناشط المناهض للفصل العنصري بول تيفو سيتلابا، على أساس «هدف مشترك» في جنوب إفريقيا. وحث القرار في الاجتماع الذي دعت إليه زامبيا بشكل عاجل حكومة جنوب إفريقيا على تخفيف عقوبة سيتلابا ووقف إعدامه من أجل تفادي تفاقم الوضع في جنوب إفريقيا.
تم تبني القرار بأغلبية 13 صوتاً مع امتناع عضوين عن التصويت من المملكة المتحدة والولايات المتحدة. أوضح كلا البلدين امتناعهما عن التصويت، وقالا إنه بينما يعارضان الفصل العنصري والقمع في جنوب إفريقيا نتيجة لذلك، لا يمكنهما التصويت لصالح القرار الحالي لأن سيتلابا اعترف بأنه متورط في قتل جنوب أفريقي آخرخلال مقاطعة المستهلكين السود عام 1985.
في 25 تشرين الثاني (نوفمبر) 1988، أي قبل أربع ساعات ونصف من تنفيذ الإعدام، مُنح سيتلابا عفو.

## روابط خارجية
- نص القرار في undocs.org